# 이솔
이솔(Lee Sol, 1984년 11월 14일 ~ )은 대한민국의 과학일러스트레이터다.

## 학력
- 이화여자대학교 제약학과 졸업(2007년 2월)

## 연재
- 2013년 다음 스토리볼 《퇴근 후 지하철 여행》
- 2013년~2015년 빅이슈 《Travel - 낭랑로드》
- 2014년~2019년 현재 한국과학창의재단 사이언스올 《아날로그 사이언스》
- 2014년~2015년 한겨레 사이언스온 《윤진과 이솔의 만화 : 과학 책갈피》
- 2015년~2016년 EBS 《한 컷의 과학》
- 2017년~2018년 《알면 쉬운 블록체인》
- 2021년~현재 퍼블리 《멱살잡고이해시켜주는만화》

## 저서
- 아날로그 사이언스 : 그냥 시작하는 과학(2018)
- 만화로 배우는 블록체인(2018)
- 아날로그 사이언스 : 만화로 읽는 양자역학(2019)